# Go! Go! 다섯 쌍둥이의 등장인물
괴짜가족의 등장인물은 하마오카 켄지의 개그 만화인 Go! Go! 다섯 쌍둥이 및 그것을 원작으로 하는 애니메이션의 가공의 인물 목록이다.

## 쌍둥이네 가족
진하늘
일본판 이름은 모리노 카부토(森野 かぶと). 성우는 타키모토 후지코 / 이자명. 진하늘은 반에 소미라는 여자애를 좋아한다 그러나 세호까지 말다툼을 하지만 다섯쌍둥이 첫째이자 자신감이 넘친다 그치만 미나가 진하늘을 좋아한다. 그리고 소미가 진홍이를 좋아한다.
진남이
일본판 이름은 모리노 히노키(森野 ひのき). 성우는 유우키 히로 / 이명선. 차남으로 수재타입의 캐릭터. 장래 꿈도 동경대에 입학해 최연소 노벨상 수상의 기록을 깨는 것이다. 초등학교 1학년인데도 벌써 어려운 수준의 영어를 술술 읽고 독해하는 것이 가능하다. 사전이나 소설을 읽는 것을 좋아한다. PC도 꽤 잘 다루는듯. 하지만 운동신경은 제로에 가깝다.
진홍이
일본판 이름은 모리노 아라시(森野 あらし). 성우는 코지로 치에 / 전숙경 → 여민정. 다섯 쌍둥이 중 삼남. 얼굴에 심술꾸러기 악동이라고 써있는 듯한 캐릭터. 체구는 작지만 멋진 남성에 대한 동경이 강해서 일부러 불량스럽게 행동하고 센척하는 구석이 있다. 비록 힘이 세진 않더라도 여러면에서 종합해볼때 운동신경은 제법 좋은 편 같다. 그리고, 특기로 쌍절곤을 휘드르는데 꽤 능숙하다. 쌍절곤으로 쌍둥이들이 던지는 콩알들을 전부 막아내는가 하면, 놀이터에서 한 왕따를 괴롭히는 또래들에게 휘둘러 쫓아내 버리기도 했었다. 흥분하면 머리카락이 무지개색깔로 변하면서 이렇게 솟아오른다.
진보라
일본판 이름은 모리노 키노코(森野 きのこ). 성우는 미즈타니 유코 / 양정화. 넷째이자 장녀. 다섯 쌍둥이 중 제일 튀고 싶어 안달이 난 캐릭터. 마이페이스에 어디로 튈지 모르는 변덕쟁이 기질이 강하다. 매주, 작품 내에서 노래를 부르는 '키노코 on stage'를 맡고 있다.
진하얀 
일본판 이름은 모리노 코다마(森野 こだま). 성우는 아라키 카에 / 김선혜. 차녀이자 막내. 엄청난 식성과 괴력을 자랑하는 튼튼한 우량아로 스포츠 만능이다. 그러나 태어날때는 너무 몸이 약해서 특별히 치료를 요했을 정도였다. 이를 안타깝게 여긴 엄마가 특히 하얀이에게 우유도 많이 주고 더 애정을 쏟은 탓에 이렇게 비대(...)해 졌다고 한다. 건장한 외견과는 달리 마음이 약해 자주 고성방가로 울부짖는다. 때문에 시청자들은 답답함을 호소했다.
돌돌이
일본판 이름은 로쿠쨩(ロクちゃん여섯째 아이라는 뜻에서 이렇게 지은건가.). 성우는 쿠마이 모토코 / 한신정(1기), 정유미(2기). 다섯 쌍둥이네 집에서 키우는 강아지로 겁을 먹으면 두더지처럼 땅을 파고 들어간다.
아빠
성우는 오오츠카 호우츄(大塚 芳忠) / 최준영. 출판 편집자 매일 일 때문에 바쁜다 다섯 쌍둥이의 말썽 때문에 골치아파 한다. 하지만 그다지 혼내는 모습은 보이지 않는 편이다. 출판사에서 근무하고 있다. 따뜻한말 한마디 따뜻한 마음을 전해주는 친절한 아빠.
엄마
성우는 오후카미 리카(深見 梨加) / 김효선. 평범한 주부 다정한 엄마지만 화나면 망가진 모습을 보여주기도 한다. 5형제들 때문에 바람 잘 날이 없어 고생이 이만저만이 아니다. 따끔하게 혼낼 때에는 혼내고, 자상하게 조언할때는 잘 이끌어서 조언을 해주시는 좋은 엄마. 전에 아빠엄마대결투에서 심하게싸워지만 마지막에 해결이 돼서 추억 얘기 하고 기분을 되찾았다
할아버지
성우는 타노나카 이사무(田の中 勇) / 박만영. 5쌍둥이들의 친할아버지며 허풍쟁이다. 그러나 노할아버지 때문에 공룡을 보기도 했다. 언제나 5쌍둥이를 고생만 시키지만 알고보면 손자, 손녀들을 궈여워 한다. 얼마나 허풍이 심했으면 노할아버지 자신이 곰을 잡았다고 거짓말을 할 때도 있다.

## 쌍둥이네 친구들
안세호
일본판 이름은 야마베 타카히코(山部 タカ彦)
원판 성우는 돌돌이랑 동일한 쿠마이 모토코, 더빙판은 한채언
소미를 짝사랑한다. 진하늘도 소미를 짝사랑해 서로 대립하지만 좋은친구이기도 하다. 세호의 엄마는 미용실을 운영한다.
소미
일본판 이름은 노하라 유리카(野原 ユリカ)
원판 성우는 쿠라타 마사요, 더빙판은 한신정
진하늘과 세호가 서로 소미를 사랑해 다툼이 인다. 하지만 소미는 편지의 오해로 진홍이를 좋아한다.
유리
일본판 이름은 키노쿠니야 미캉(紀の国屋みかん)
원판 성우는 오오타니 이쿠에, 더빙판은 정선혜
부잣집의 딸이다. 진보라는 유리를 좋아하지만 유리는 진보라를 싫어한다. 유리는 진보라를 약올리겠하지만 당하고만다 그리고 별명이 오줌싸개이다 그리고 집도 오렌지그룹이고 엄청부잣집딸이다
솔비
일본판 이름은 아카이 보탄(赤井 ぼたん)
솔비네 부모는 분식접을하시고 헴스터를찾아라에서 마지막에 보라랑 햄스터를 찾는다 유리보다 착한친구
호만이 에브리 영훈 식충독가면 진짜 이름이 진하얀

## 주변 인물
- 김복돌 순경(카와바타 호타루), 오선생님(쿠루미 선생님), 이미나(카린), 교장선생님, 반장(토료), 솔비 엄마, 세호 엄마, 유리 엄마(키노쿠니야 나츠미캉), 유리 아빠 등